# Forgotten Legends
| Оценки критиков     | Оценки критиков |
| Источник            | Оценка          |
| ------------------- | --------------- |
| Chronicles of Chaos | [ 1 ]           |

Forgotten Legends — дебютный студийный альбом украинской блэк-метал-группы Drudkh, выпущенный 18 августа 2003 года на лейбле Supernal Music.
Музыка, представляющая собой атмосферный блэк-метал, имеет большое влияние работ Burzum. Состоит из четырёх композиций: трёх песен и короткого заключительного инструментального аутро. Лирика альбома никогда не издавалась.
Forgotten Legends считается классикой и был включен журналом Terrorizer в список 40 лучших блэк-метал-альбомов всех времён.

## Список композиций
| №                   | Название                                           | Длительность |
| ------------------- | -------------------------------------------------- | ------------ |
| 1.                  | «Досвітні сутінки (False Dawn)»                    | 15:57        |
| 2.                  | «Ліси у вогні і золоті (Forests in Fire and Gold)» | 8:55         |
| 3.                  | «Вічний оберт колеса (Eternal Turn of the Wheel)»  | 11:44        |
| 4.                  | «Запах дощу (Smell of Rain)»                       | 2:46         |
| Общая длительность: | Общая длительность:                                | 39:22        |

## Участники записи
- Роман Саенко — гитара, бас
- Роман Благих (Thurios) — вокал, клавиши
- Юрий Синицкий — ударные

## Переиздания
- 2003 — Slavonic Metal (кассеты, Украина)
- 2004 — Northern Heritage и Faustian Distribution (винил — 400 экземпляров, Финляндия)
- 2007 — Eisenwald Tonschmiede (винил — 500 экземпляров, Германия)
- 2009 — Season of Mist (CD, Франция)
- 2010 — Season of Mist (винил, Франция)